# Палеограцано
Палеограцано (на гръцки: Παλαιογράτσανο, катаревуса Παλαιογράτσανον, Палеограцанон) е село в Република Гърция, част от дем Велвендо в област Западна Македония.

## География
Палеограцано е разположено на 960 m надморска височина, в планината Фламбуро (Пиерия), на 7 km източно от Сервия.

## История

### Етимология
Йордан Заимов смята името Παλαιογράτσανο има български корен и вторично добавна гръцка наставка Παλαιο, „Старо“, за да се определи селището по-точно, тоест Старо Грачани.

### В Османската империя
Църквата „Свети Илия“ е 1549 година. а „Свети Георги“ е от XVI век. Църквата „Свети Атанасий“ на пътя от Грачани за Старо Грачани стар еднокорабен, недатиран храм. Към 30-те години на XX век е в руини и е реставриран, а в 1960 година е изписан.
В 1528 година Палеограцано има 79 домакинства с 356 жители.
Църквата „Успение Богородично“ е от 1750 година, но е напълно разрушена от турците. В 1910 година е възстановена изцяло. Преди построяването на „Свети Николай“, „Успение Богородично“ е главната енорийска църква на селото.
Църквата „Свети Атанасий“ е от 1850 година. В същата 1850 година е построен централният енорийски храм „Свети Николай“.
Александър Синве ("Les Grecs de l’Empire Ottoman. Etude Statistique et Ethnographique"), който се основава на гръцки данни, в 1878 година пише, че в Палео-Граска (Paléo-Graska) живеят 660 гърци.
На Етнографската карта на Битолския вилает на Картографския институт в София от 1901 година Палеограчани е чисто гръцко село в Серфидженската каза на Серфидженския санджак със 100 къщи.
Според статистика на Серфидженския санджак на гръцкото консулство в Еласона от 1904 година в Палеограцанон (Παλαιογράτσανον), Серфидженска каза, живеят 600 гърци елинофони християни.

### В Гърция
През октомври 1912 година, по време на Балканската война, в селото влизат гръцки части и след Междусъюзническата война в 1913 година Палеограцано остава в Гърция.
В 1925 година е построена църквата „Св. св. Теодор Тирон и Теодор Стратилат“.
В 1980 година в местността Катна Алония на изхода на селото е построена църквата „Свети Нектарий“.
„Преображение Господне“ е построена в 1980 година. В селото има и църква „Свети Йоан“.
Населението традиционно произвежда жито, картофи, тютюн и други земеделски продукти, като се занимава и със скотовъдство.
| Година    | 1913 | 1920 | 1928 | 1940 | 1951 | 1961 | 1971 | 1981 | 1991 | 2001 | 2011 | 2021 |
| --------- | ---- | ---- | ---- | ---- | ---- | ---- | ---- | ---- | ---- | ---- | ---- | ---- |
| Население | 803  | 647  | 630  | 729  | 363  | 267  | 233  | 148  | 97   | 67   | 39   | 36   |